# Culture dans la Haute-Vienne
 (février 2015).
En Haute-Vienne, jusqu'au XVIe siècle, la langue officielle est le limousin, dialecte de l'occitan. Elle est la langue des premiers troubadours (trobadors en occitan, de trobar=trouver -le thème, la rime...-). Le limousin reste la langue orale dominante jusqu'au début du XXe siècle, époque à partir de laquelle le français prend le dessus, notamment par l'interdiction formelle de parler l'occitan à l'école. La langue est donc dès les années 1930 peu à peu reléguée aux zones les plus rurales, où elle est encore parlée quotidiennement aujourd'hui, surtout par les limousins de naissance de plus de 50 ans.
On trouve également une signification occitane dans de nombreux patronymes et dans la majorité toponymes limousins. La langue a surtout laissé sa trace dans les tournures de phrases (limousinismes) des Limousins, ainsi que dans leur accent.